# Silene lychnidea
Silene lychnidea är en nejlikväxtart som beskrevs av Carl Anton von Meyer. Silene lychnidea ingår i släktet glimmar, och familjen nejlikväxter. Inga underarter finns listade i Catalogue of Life.